# 門籍
門籍是中國古代出入宮門的名冊，如果人員姓名不在名冊上，則其人禁止進入宮內。若姓名不在名冊上或冒名頂替擅自進入宮門則會遭到處罰。該制度早在西漢漢景帝時就已存在，並一直沿用至唐朝。